# Tafers
Tafers (fr. Tavel, gsw. Taafersch, frp. Tavi) – gmina (fr. commune; niem. Gemeinde) w Szwajcarii, w kantonie Fryburg, siedziba administracyjna okręgu Sense. 1 stycznia 2021 do gminy przyłączono gminy Alterswil oraz St. Antoni.

## Demografia
W Tafers mieszka 7805 osób. W 2020 roku 10,1% populacji gminy stanowiły osoby urodzone poza Szwajcarią.

## Transport
Przez teren gminy przebiegają drogi główne nr 177 i nr 183. 